# 織田寛村
織田 寛村（おだ とおむら/ひろむら）は、室町時代後期から戦国時代にかけての武将。尾張国下四郡守護代。通称は六郎。法名は常勝。尾張清洲城主。

## 略歴
織田敏定（『信長公記』では織田寛広）の子として誕生。
明応4年（1495年）5月、土岐氏の家督争いである船田合戦では石丸利光へ援軍を送った。同年9月、父・敏定の跡を継いだ兄とされる寛定が討ち死にするとその家督を継ぎ、石丸方敗退に構わず織田伊勢守家と対立を続けた。その後、美濃国の斎藤妙純を仲介に対立していた嫡流「織田伊勢守家」（岩倉織田氏）の岩倉城主・織田寛広と和睦した。
『名古屋市博物館研究紀要』には明応5年（1496年）愛知郡内の公文名を実成寺に安堵し、明応7年（1498年）には熱田座主に笠寺別当職を安堵したとある。明応9年（1500年）9月、実成寺に寺領安堵したのを最後に文献から寛村の名は途絶え、文亀3年（1503年）頃には寛村に代わり、次代・達定（兄寛定の子で甥）が守護代となっているので、その前後に隠居もしくは死去したと思われる。また在任期間が短いので、一説にこの両者を同一人物とする説がある。